# Français de Guyane
Ne doit pas être confondu avec Créole guyanais.
Le français de Guyane ou français guyanais est une variété de la langue française. Il est parlé dans la collectivité territoriale unique de la Guyane.

## Histoire

### Influences
Issue d’un mélange entre le français colonial et le français de métropole, le français guyanais a reçu un apport important du créole guyanais, mais aussi de plusieurs autres langues locales, telles que les langues amérindiennes et parfois des langues bushinenges.

## Lexique
| Français guyanais           | Signification                                                                                     | Origine[source insuffisante],                                             |
| --------------------------- | ------------------------------------------------------------------------------------------------- | ------------------------------------------------------------------------- |
| Abattis                     | terrain cultivé traditionnellement selon l’agriculture sur brûlis                                 | français                                                                  |
| Anba-anba                   | hypocrite                                                                                         | créole guyanais                                                           |
| Awa                         | non                                                                                               | créole guyanais                                                           |
| Angou/Matété                | crème (dessert)                                                                                   | créole guyanais                                                           |
| Singe hurleur               | français                                                                                          |                                                                           |
| Babier                      | gronder, rouspéter, moraliser                                                                     | créole guyanais/français                                                  |
| Bête                        | chose                                                                                             | français/créole guyanais                                                  |
| Bicoque                     | coup de poing                                                                                     | créole guyanais                                                           |
| Bitak                       | campagnard                                                                                        | créole guyanais                                                           |
| Bloublou quelqu’un          | ruse, machination, tromper quelqu’un                                                              | créole guyanais                                                           |
| Bossman                     | guide à l’avant d’une pirogue, aidant le pilote à éviter des obstacles                            | langue bushinenge                                                         |
| Boucané                     | viande ou poisson mariné, salé, séché, et fumé à l’étouffée au feu de bois                        | français ou langue amérindienne                                           |
| Boucanage                   | méthode de conservation de viande et poisson qui consiste à fumer ces derniers pendant des heures | français ou langue amérindienne                                           |
| Bougre                      | homme                                                                                             | français                                                                  |
| Bushinengue/Busikondesama   | peuple marrons de Guyane et Suriname                                                              | langue bushinenge                                                         |
| Cariacou                    | Daguet                                                                                            | langue amérindiens                                                        |
| Calimbé                     | slip local                                                                                        | langue amérindienne Dachine \|\| appellation locale du taro \|\| français |
| Calou                       | gombo et/ou plat à base de gombo                                                                  | créole guyanais                                                           |
| Capitaine                   | chef coutumier                                                                                    | français                                                                  |
| Capon(ne)                   | lâche, peureux                                                                                    | français                                                                  |
| Carbet                      | abris en bois sans mur                                                                            | lange amérindienne                                                        |
| Case                        | maisonnette ou habitation rudimentaire                                                            | français                                                                  |
| Catin                       | poupée                                                                                            | créole guyanais/français                                                  |
| Chabin(e)                   | terme péjoratif signifiant personne noire à la peau claire                                        | français                                                                  |
| Chouchwel(le)               | chéri(e)                                                                                          | créole guyanais                                                           |
| Chuite                      | délicieux                                                                                         | créole guyanais                                                           |
| Chuitesse                   | délice                                                                                            | créole guyanais                                                           |
| Cocobé                      | tordu, courbé                                                                                     | créole guyanais                                                           |
| Coquer                      | baiser, coucher, s’accoupler                                                                      | français                                                                  |
| Couac                       | semoule/farine de manioc                                                                          | langue amerindienne                                                       |
| Cramanioc                   | variété comestible de manioc                                                                      | langue amérindienne                                                       |
| Crique                      | cours d'eau                                                                                       | anglais                                                                   |
| Dachine                     | appellation locale du taro                                                                        | français                                                                  |
| Dégrad                      | lieu de mise à l'eau de chargement et déchargement des embarcations, port (par extension)         | créole guyanais                                                           |
| Dièse                       | intéressant                                                                                       | français/créole guyanais                                                  |
| Dîner                       | repas du midi                                                                                     | français                                                                  |
| Djal                        | petit copain/petite copine, flirt, crush (parfois)                                                | créole guyanais                                                           |
| Djidjit                     | diarrhée                                                                                          | créole guyanais                                                           |
| Djòk                        | bien debout, en forme, courageux, brave                                                           | créole guyanais                                                           |
| Dòkò                        | spécialiste, expert, connaisseur, gourou                                                          | créole guyanais                                                           |
| Dolo                        | proverbe                                                                                          | créole guyanais                                                           |
| Focolle                     | refus offensif                                                                                    | créole guyanais                                                           |
| Frifri                      | miette                                                                                            | créole guyanais                                                           |
| Gadò/Pialleur(euse)         | sorcier(e)                                                                                        | créole guyanais                                                           |
| Gangan                      | grand-parent, ancêtre                                                                             | créole guyanais                                                           |
| Graisse                     | pommade pour cheveux                                                                              | français                                                                  |
| Gran Man                    | Chef spirituel et coutumier bushinengue                                                           | langue bushinengue                                                        |
| îlet                        | petite île                                                                                        | français                                                                  |
| Inrin                       | oui                                                                                               | créole guyanais                                                           |
| Intel                       | un tel                                                                                            | créole guyanais/français                                                  |
| Kanmza                      | tissu madras attaché autour des hanches pour femme                                                | créole guyanais                                                           |
| Katouri                     | sac fait à base de feuille de palmier                                                             | langue amérindienne                                                       |
| Konvwé                      | bal traditionnel créole                                                                           | créole guyanais/français                                                  |
| Lachat                      | coiffe créole pour femme                                                                          | créole guyanais                                                           |
| Linbé                       | chagrin d’amour                                                                                   | créole guyanais                                                           |
| Lolo                        | pénis, sexe de l’homme, entre-jambe masculin                                                      | créole guyanais                                                           |
| Macro/Macrelle              | quelqu'un qui surveille la vie des gens, qui s'occupe de ce qui ne le regarde pas                 | français                                                                  |
| Majò(Majorine)              | révolté(e), rebel(le), dur(e) à cuir                                                              | créole guyanais                                                           |
| Man                         | titre honorifique pour une femme                                                                  | créole guyanais                                                           |
| Manaré                      | tamis local                                                                                       | créole guyanais                                                           |
| Manman                      | maman                                                                                             | créole guyanais                                                           |
| Maracuja                    | fruit de la passion                                                                               | lange amérindienne                                                        |
| Massac                      | devinette                                                                                         | créole guyanais                                                           |
| Massogan/Pòpòt              | blanc pays ou blanc créole                                                                        | créole guyanais                                                           |
| Matchoukann                 | tissu ou ceinture de madras pour homme                                                            | créole guyanais                                                           |
| Matoutou                    | genre de mygale                                                                                   | créole guyanais                                                           |
| Mayouri                     | solidarité, entraide                                                                              | créole guyanais                                                           |
| Mouche-miel                 | abeille                                                                                           | créole guyanais                                                           |
| Mulâtre/Mulâtresse (désuet) | terme péjoratif designant une personne métisse                                                    | français                                                                  |
| Nika                        | mouvement, pas de danse                                                                           | créole guyanais                                                           |
| Oroyo                       | peut-être                                                                                         | créole guyanais                                                           |
| Pagra                       | sac en osier                                                                                      | créole guyanais                                                           |
| Paillasse                   | matelas                                                                                           | français                                                                  |
| Pialle                      | sorcellerie local(e)                                                                              | langue amérindienne                                                       |
| Pian                        | opossum                                                                                           | créole guyanais                                                           |
| Pimentade                   | court-bouillon local                                                                              | français                                                                  |
| Piquer                      | poignarder                                                                                        | créole guyanais/français                                                  |
| Pinting                     | manifestation, événement de grande envergure                                                      | créole guyanais                                                           |
| Potofio/Cotofio             | termite volant                                                                                    | créole guyanais                                                           |
| Potomitan                   | fondation, pilier, soutien solide                                                                 | créole guyanais                                                           |
| Pripri                      | marais                                                                                            | kalin'a                                                                   |
| Sabre/Coupe-coupe           | machette                                                                                          | français                                                                  |
| Saut                        | dénivelé rocheux le long d'un cours d'eau                                                         | français                                                                  |
| Serrer                      | cacher                                                                                            | français                                                                  |
| Souper                      | repas du soir                                                                                     | français                                                                  |
| Tafia                       | alcool, eau-de-vie                                                                                | créole guyanais                                                           |
| Takari                      | bâton utilisé pour naviguer en pirogue                                                            | créole guyanais                                                           |
| Tambourien/Tanbouyen        | tambourineur                                                                                      | créole guyanais                                                           |
| Tan ou Tan manjé            | fête                                                                                              | créole guyanais                                                           |
| Tapouille                   | embarcation légère par les pêcheurs                                                               | français ou langue amérindienne                                           |
| Tchenbé-tchò/Déjeuner       | repas du matin                                                                                    | créole guyanais/français                                                  |
| Tembé                       | art traditionnel du peuple Bushinenge                                                             | langue bushinenge                                                         |
| Tienbois                    | mauvais sort, sorcellerie locale                                                                  | créole guyanais                                                           |
| Tigre                       | jaguar                                                                                            | français/créole guyanais                                                  |
| Timoun                      | enfant                                                                                            | créole guyanais                                                           |
| Tirage                      | course de scooters ou de motos, souvent illégal, pratiquée par les jeunes                         | français                                                                  |
| Tchòk                       | bagarre, combat                                                                                   | créole guyanais                                                           |
| Tololo                      | équivalent masculin du Touloulou                                                                  | créole guyanais                                                           |
| Tout-bonnement              | vraiment, beaucoup                                                                                | français/créole guyanais                                                  |
| Touloulou                   | personnage féminin mystique du carnaval                                                           | créole guyanais                                                           |
| Touque                      | baril de plastique étanche utilisé pour le transport de denrées en pirogues                       | français                                                                  |
| Vaval                       | roi du carnaval                                                                                   | créole guyanais                                                           |
| Vidé                        | défilé populaire accompagnant un orchestre dans les rues pendant le carnaval                      | créole guyanais/français                                                  |
| Zoukouyanyan                | luciole                                                                                           | créole guyanais                                                           |